# Reus op de Dam

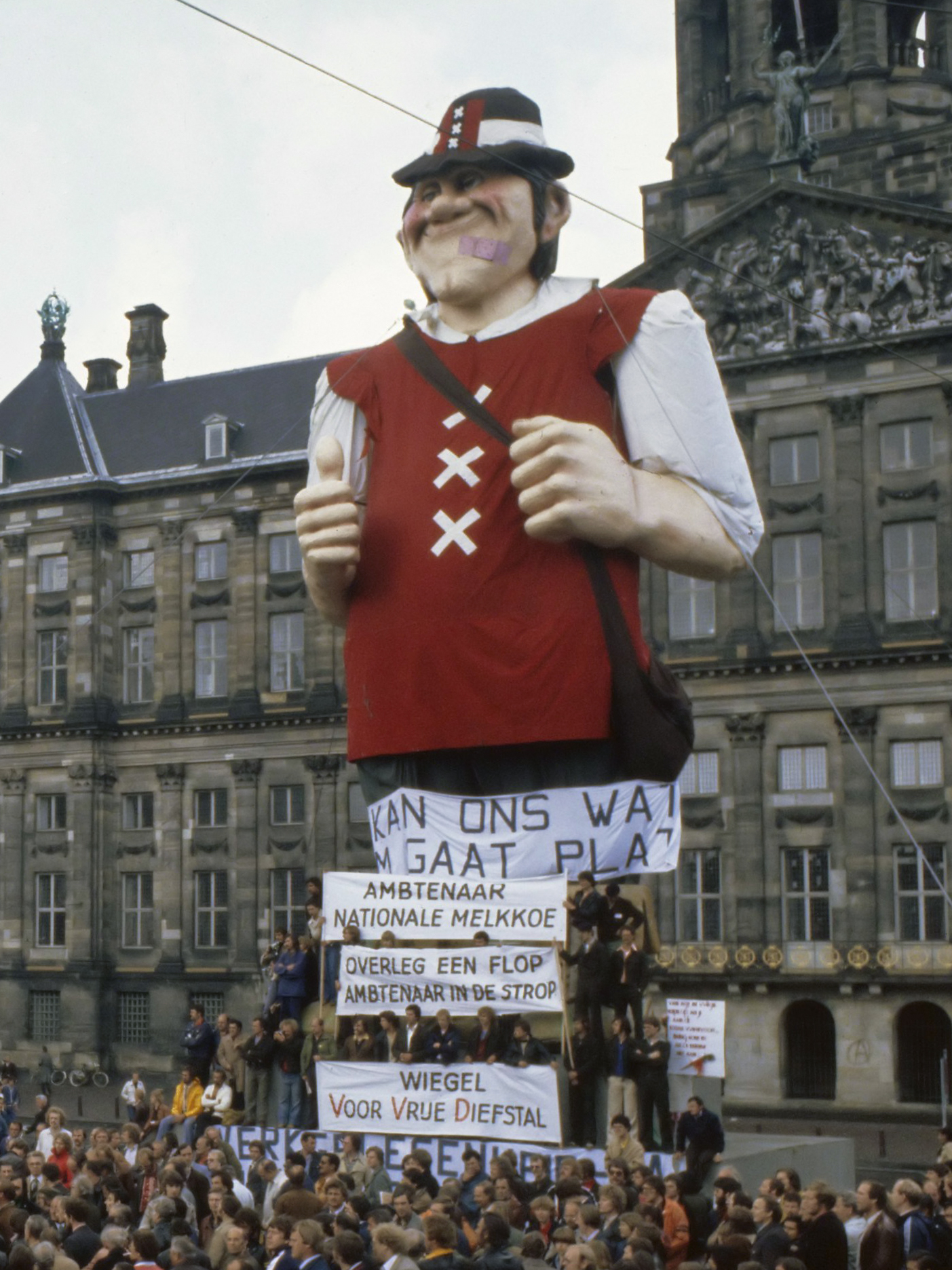
Demonstrerende ambtenaren voor de Reus op de Dam (1978)

De Reus op de Dam was een zestien meter hoge reus gemaakt om een stalen frame met veel kunststof. De  reus werd geplaatst in het kader van de actie Amsterdam Reuzestad ter promotie van de stad Mokum door vier Amsterdamse grootwinkelbedrijven. De actie had als doel Amsterdam weer een positiever beeld te geven. 
De reus stond in het voorjaar van 1978 midden op de Dam in Amsterdam voor het Paleis op de Dam. De breed lachende reus stond op een sokkel, droeg kleding van textiel met een hesje met de drie kruisen van Amsterdam en hij droeg een hoed met een veer.
Er was veel weerstand tegen de reus maar de meningen waren verdeeld. De een vond hem mooi en de ander verafschuwde hem. Bij een ambtenarendemonstratie in mei 1978 werd de reus behangen met spandoeken en geheel omsloten door de demonstranten.
Lang heeft hij er niet gestaan ondanks bewaking na een aantal pogingen tot brandstichting. In de nacht van 15 op 16 juli 1978 vloog de reus toch volledig in brand en moest als verloren worden beschouwd. De brand werd opgeëist door een actiegroep met de naam Reuze-jammer die zich verzette tegen de reus omdat die het onleefbaar maken van de binnenstad zou symboliseren.
De reus was een ontwerp van Ton Giesbergen en kostte 170 duizend gulden. Hij is ook de ontwerper van het logo voor vrijheid 4 en 5 mei ook daar wilde hij een groot beeld van maken. Ton Giesbergen is echter op 28 november 2018 overleden.